# RTON Jaśkowa Kopa
RTON Jaśkowa Kopa – Radiowo-Telewizyjny Ośrodek Nadawczy w Gdańsku przy ul. Migowskiej 15.

## Parametry
- Wysokość posadowienia podpory anteny: 83 m n.p.m.
- Wysokość zawieszenia systemów antenowych: TV: 92 m n.p.t.

## Transmitowane programy

### Programy radiowe
| LP | Program | Właściciel     | Częstotliwość | Moc nadajnika |
| -- | ------- | -------------- | ------------- | ------------- |
| 1  | MUZO.FM | Cyfrowy Polsat | 93,90 MHz     | 0,50 kW       |

### Programy telewizyjne - cyfrowe
| Nazwa multipleksu | Częstotliwość | Kanał | Moc promieniowana nadajnika | Polaryzacja | Kompresja wizji |
| ----------------- | ------------- | ----- | --------------------------- | ----------- | --------------- |
| MUX 3             | 690,00 MHz    | 48    | 3,5 kW                      | pozioma     | MPEG-4          |
| MUX 4 TV Mobilna  | 722 MHz       | 52    | 3 kW                        | pozioma     | MPEG-4          |

http://radiopolska.pl/wykaz/pokaz_lokalizacja.php?pid=76